# Коротченко, Демьян Сергеевич
Демья́н Серге́евич Коро́тченко (укр. Дем’ян Сергійович Коротченко; 17 (29) ноября 1894, с. Погребки, Ивотская волость, Новгород-Северский уезд, Черниговская губерния, Российская империя — 7 сентября 1969, Киев, Украинская ССР, СССР) — советский украинский государственный и партийный деятель. Председатель Совета народных комиссаров Украинской ССР (1938—1939), Председатель Совета министров Украинской ССР (1947—1954), член Президиума ЦК КПСС (1952—1953, 1957-1961), Председатель Президиума Верховного Совета Украинской ССР (1954—1969). Герой Социалистического Труда (1964). Входил в состав особой тройки НКВД СССР.

## Биография
Родился 17 (29) ноября 1894 в селе Погребки Ивотской волости Новгород-Северского уезда Черниговской губернии Российской империи (ныне село в составе Шосткинской городской общины Шосткинского района Сумской области Украины), в семье крестьянина-бедняка.
Работал рабочим на железной дороге, на пороховом заводе в Шостке, служил в армии. После Февральской революции 1917 года стал членом батарейного комитета солдатских депутатов в Ревеле. В 1918 году — один из организаторов красных партизанских отрядов на Украине, которые действовали против австро-германских войск и армии УНР. Член РКП(б) с 1918 года. В 1919—1920 годах — политработник Красной армии.

### 1920—1937
В начале 1920-х годов находился на руководящей партийной работе в Шосткинском и Новгород-Северском уездах. В 1921—1923 годах — секретарь Шосткинского уездного комитета КП(б)У. В 1923—1924 годах учился в Харькове на курсах партийных работников при ЦК КП(б)У. В 1923—1925 годах — ответственный секретарь Черниговского окружкома КП(б) Украины, в 1925—1928 годах — Первомайского окружкома. В 1927—1930 годах — член Ревизионной комиссии ЦК КП(б) Украины.
В 1928—1930 годах учился на курсах марксизма-ленинизма при ЦК ВКП(б). В 1930—1931 годах — в Наркомате земледелия СССР, заведующий Отделом Бауманского райкома ВКП(б) (Москва). В 1931—1934 годах — глава исполкома Бауманского районного совета депутатов трудящихся Москвы.
26 января—10 февраля 1934 года делегат XVII съезда ВКП(б) с решающим голосом от Московской парторганизации.
В 1934—1936 годах — первый секретарь Бауманского, потом Первомайского райкомов партии Москвы. С июня 1936 по июнь 1937 года — секретарь, второй секретарь Московского обкома ВКП(б), позже возглавлял Западный обком ВКП(б) в Смоленске. Этот период отмечен вхождением в состав особой тройки, созданной по приказу НКВД СССР № 00447 от 30.07.1937 и активным участием в сталинских репрессиях.
Вскоре возвратился на Украину. В ноябре 1937 года во время террора и вызванных им массовых потерь партийной номенклатуры был назначен исполняющим обязанности первого секретаря Днепропетровского обкома КП(б)У.

### 1938—1940
19 февраля 1938 года под председательством Н. С. Хрущёва состоялось заседание Политбюро ЦК КП(б)У. Первым номером повестки дня стоял вопрос «О председателе Совета Народных Комиссаров УССР». Было решено «Утвердить председателем Совета Народных Комиссаров УССР тов. Коротченко Д. С., освободив его от обязанностей исполняющего обязанности первого секретаря Днепропетровского обкома КП(б)У. Просить ЦК ВКП(б) утвердить». 21 февраля 1938 года партийное постановление «в советском порядке» легитимировал ЦИК УССР, обнародовав это решение.
8 марта 1938 года под председательством Д. С. Коротченко состоялось первое заседание СНК УССР, посвящённое преимущественно проблемам развития аграрного сектора республики. Были заслушаны доклады о плане племенной кампании скота на 1938 год. Подытоживая дебаты, Д. С. Коротченко обратил особое внимание на «учёт кормовой базы, ликвидацию последствий вредительства в племенном деле, на подготовку ветеринарно-технического персонала». Обсуждались также вопросы подготовки к весеннему севу, строительство составов и элеваторов системы «Заготзерна», подготовка к Всесоюзной сельскохозяйственной выставке, строительство учреждений охраны материнства и детства.
Именно такие хозяйственные вопросы находились в центре внимания республиканского Совнаркома. В том же 1938 году СНК УССР уделил внимание проблемам осенне-зяблевой пахоты, выполнением планов сбора и вывоза сахарной свёклы и снабжения государства мясом, укрепления сельского врачебного участка. 28 апреля 1939 года на заседании правительства УССР под председательством Д. С. Коротченко рассматривались вопросы о подготовке к уборочной кампании (подбор кадров, ремонт комбайнов, автомашин и другой сельскохозяйственной техники и инвентаря); выполнение постановления СНК УССР от 27 февраля 1939 года о работе угольной промышленности, а также выполнение плана по угольной промышленности; строительство Рогозянского водохранилища и другое.
Вместе с тем, когда в этом нуждалось московское партийно-политическое руководство или его киевский филиал, СНК УССР приобщался к легитимации закулисных политических решений. Так, 20 апреля 1938 года Д. С. Коротченко подписал общее постановление СНК УССР и ЦК КП(б)У «Об обязательном изучении русского языка в нерусских школах Украины», в соответствии с которым на официальном уровне отвергался «украинизационный» курс предыдущих лет. Среди правительственных документов, подписанных тогда Д. С. Коротченко, есть и постановление СНК УССР от 29 июня 1938 года «О реорганизации особых национальных школ, техникумов, Одесского немецкого педагогического института и особых национальных отделов и классов в школах, техникумах и вузах УССР». Оно перечёркивало все достижения работы с национальными меньшинствами республики за предыдущие пятнадцать лет.
В постановлении ЦК ВКП(б) «О реорганизации национальных школ на Украине» (10 апреля 1938 года), которое предшествовало упомянутому решению СНК УССР от 29 июня и, собственно, инициировало его, говорилось: «Проверкой установлено, что враги народа — троцкисты, бухаринцы и буржуазные националисты, которые орудовали в НКО УССР, насаждали особые национальные немецкие, польские, чешские, шведские, греческие и другие школы, превращая их в очаги буржуазно-националистического, антисоветского влияния на детей. Практика насаждения национальных школ наносила огромный ущерб делу правильного обучения и воспитания, ограждала детей от советской жизни, лишала их возможности приобщаться к советской культуре и науке, не давала возможности в дальнейшем приобретать образование в техникумах, высших учебных заведениях. Исходя из решения ЦК ВКП(б), политбюро ЦК ВКП(б) признает нецелесообразным и вредным дальнейшее существование особых национальных школ, особых национальных отделов и классов при обычных советских школах».

Бывший Памятник Демьяну Коротченко (Киев)

Дальше партийное постановление обязывало первых секретарей обкомов и НКО УССР до 1 мая 1938 года представить в ЦК ВКП(б) план реорганизации национальных учебных заведений. Д. Коротченко, как член политбюро ЦК КП(б)У, среди других руководителей республики санкционировал постановление ЦК от 10 апреля. Результатом развития этого партийного решения явилось постановление СНК от 29 июня, в котором, правда, была «стыдливо» опущена теоретическая преамбула с ритуальным осуждением «врагов народа — троцкистов, бухаринцев и буржуазных националистов, которые орудовали в НКО УССР», «насаждая особые национальные школы». Вместе с тем СНК УССР лишь «утверждал» «представленный Народным комиссариатом образования УССР план реорганизации 766 особых национальных начальных, неполных средних и средних школ в такие же школы с русским и украинским языками преподавания».
Очевидно, упомянутые обстоятельства и обусловили довольно оперативное перемещение Коротченко с должности руководителя правительства УССР на ответственную, но не первостепенную должность одного из секретарей ЦК КП(б)У. 23 июля 1939 года, во время работы пленума ЦК КП(б)У, Д. С. Коротченко избрали секретарём ЦК КП(б)У. Освободившееся место главы СНК УССР занял Л. Р. Корниец.

### 1941—1951
В годы Великой Отечественной войны Д. Коротченко вместе с другими руководителями партии и правительства республики вёл работу по перестройке народного хозяйства на военный лад, мобилизации всех сил на обеспечение фронта вооружением, боеприпасами, продовольствием, организовывал эвакуацию из районов, которым угрожало наступление вермахта. Он был одним из организаторов советской партизанской борьбы на оккупированной территории, членом подпольного ЦК КП(б)У. С 22 апреля по 4 июля 1943 года с группой партийных и комсомольских работников находился во вражеском тылу, на контролируемой советскими партизанами территории. Побывал в крупнейших соединениях, выступал перед партизанами, проводил совещания с командирами и политическими работниками, принимал участие в походах и боевых действиях.
С июля 1946 года Д. С. Коротченко работал вторым секретарём ЦК КП(б)У, с марта 1947 года — секретарём ЦК КП(б)У в промышленности.
26 декабря 1947 года указом Президиума Верховного Совета УССР Д. С. Коротченко назначили председателем Совета Министров республики, таким образом, он вторично занял эту должность.
Заметных инициатив со стороны республиканского правительства в это время не наблюдалось. Оно регламентировало деятельность промышленности и сельского хозяйства, поскольку проблемы возрождения народнохозяйственного комплекса Украины, разрушенного в ходе военных действий, были тогда чрезвычайно острыми. В центре внимания партийно-советской администрации республики находились и вопросы укрепления колхозной системы на присоединённых в 1939—1945 годах территориях. Так, 9 октября 1948 года подписано общее постановление ЦК КП(б)У и СМ УССР о мероприятиях по укреплению колхозов Измаильской области в связи со сплошной коллективизацией, предусматривавших ряд репрессий в отношении лиц, которые не были членами колхозов.
Определённое внимание уделял Д. С. Коротченко вопросам культурного развития республики, хотя это развитие и происходило в условиях послевоенного наступления сталинизма. В частности, 29 сентября 1948 года было подписано правительственное постановление об улучшении подготовки музыкальных и вокальных кадров на Украине. 28 декабря 1949 года появилось постановление СМ УССР о мероприятиях по улучшению радиофикации республики. Несколько правительственных решений того времени имели целью увековечить память классиков украинской словесности и представителей литературы народов СССР. Так, 16 мая 1949 года издано постановление СМ УССР о мероприятиях по увековечению памяти писателя, классика украинской литературы Панаса Мирного; 20 мая того же года — постановление СМ УССР «О мероприятиях в связи с отмечанием на Украине 150-летия со дня рождения А. С. Пушкина»; 26 июля 1949 года было опубликовано правительственное решение «О мероприятиях по увековечению на Украине памяти грузинского поэта Давида Гурамишвили».
30 декабря 1948 года было подписано постановление правительства «О мероприятиях к улучшению охраны памятников культуры на территории Украинской ССР», которое начиналось констатацией: «Совет Министров Украинской ССР устанавливает, что в деле охраны памятников культуры на территории Украинской ССР имеют место серьёзные недостатки». В документе подчеркивалось: «Контроль за сохранением исторических и археологических памятников не осуществляется. Руководство охраной и реставрацией памятников архитектуры и искусства со стороны Управления по делам архитектуры при Совете Министров УССР и Комитета по делам искусств при Совете Министров УССР ведётся неудовлетворительно». Для устранения недостатков в памятникоохранной деятельности правительство возлагало «охрану памятников культуры, а также надзор за их поддержанием и сохранностью на исполнительные комитеты областных, районных и сельских Советов депутатов трудящихся», а также предлагал применить ряд других, действенных, по мысли правительственных чиновников, мероприятий.
Общественно-полезной цели могло бы служить постановление СМ УССР «О мероприятиях по упорядочению сети и профилей государственных музеев Украинской ССР и улучшению их деятельности» (20 февраля 1950 года). Документ содержал идеологические установки, которые направляли деятельность музеев в плоскость обслуживания героико-патриотических нужд, в частности: «В исторических музеях наиболее полно осветить героическую историю украинского народа в связи с историей большого русского и других братских народов СССР, всемирно-историческое значение Великой Октябрьской социалистической революции, руководящую роль большевистской партии в строительстве коммунистического общества […]. В экспозициях музеев западных областей УССР особенно подчеркнуть единство происхождения и историческую общность русского, украинского и белорусского народов, борьбу трудящихся против Австро-Венгерской империи и панской Польши за своё социальное и национальное освобождение […]. В отделах истории советского периода осветить дружбу народов СССР, руководящую роль великого русского народа в семье народов нашей Родины, роль большевистской партии […] в расцвете народного хозяйства и культуры западных областей УССР».

### 1952—1969
На пленуме ЦК КПСС, прошедшем после XIX съезда КПСС 16 октября 1952 года, был избран членом Президиума ЦК КПСС, однако после смерти И. В. Сталина состав Президиума был значительно сокращён, и Д. С. Коротченко 5 марта 1953 года был выведен из его состава.
15 января 1954 года указом Президиума ВС УССР Д. С. Коротченко был освобождён от обязанностей главы СМ республики в связи с избранием его главой Президиума ВС УССР. На этой должности он работал до последних дней жизни, будучи одновременно заместителем Председателя Президиума Верховного Совета СССР.
Член Президиума ЦК КПСС (16 октября 1952 — 5 марта 1953, 29 июня 1957 — 17 октября 1961).

## Награды
- Герой Социалистического Труда (28.11.1964);
- 6 орденов Ленина (07.02.1939; 13.09.1943; 29.11.1944; 23.01.1948; 26.02.1958; 28.11.1964);
- орден Суворова 1-й степени (02.05.1945);
- орден Отечественной войны I степени (01.02.1945);
- медаль «За трудовую доблесть» (25.12.1959);
- 2 медали «Партизану Отечественной войны» 1-й степени (05.06.1943; 20.10.1944);
- другие медали.

## Память
- С 1969 года его имя носил Киевский институт народного хозяйства.
- 21 июля 1972 года шахте № 1/2 «Селидовская» (Селидово) было присвоено имя Д. С. Коротченко.
- С 18 июня 1969 года имя Демьяна Коротченко носил Криворожский коксохимический завод.
- Памятник в Киеве на Берестейском проспекте в парке Нивки и мраморная доска на улице Институтская (улица 25-го октября) № 20/8, где в 1937-1941 годах жил Демьян Коротченко(барельеф; скульптор А. А. Ковалев) (демонтированы).
- В 1969—2016 годах село Погребки называлось Коротченково.
- С 1969 до 1993 годах улица Елены Телиги носила его имя.

Также мемориальные доски были установлены в городе Первомайске на здании, в котором он работал и в городе Шостке на здании, где ранее размещался Шосткинский уездный комитет КП(б)У, секретарем которого он был. В честь Коротченко были названы улицы в городах Сумах, Шостке, Первомайске и других. Они также переименованы в рамках декоммунизации.